# Moritz Unna
Moritz Unna, född 31 december 1811 i Köpenhamn, död 2 december 1871 i Köpenhamn, var en dansk målare, ritlärare och fotograf.
Han var son till möbelhandlaren Samuel Unna och Jacobine Jacobsen och från 1854 gift med Nanny Fürst. Efter att Unnas far avlidit flyttade familjen till Göteborg 1819 där han fick lärlingsplats och anställning på ett handelskontor men han avbröt denna 1830 utbildning för att studera vid Det Kongelige Danske Kunstakademi vid akademien belönades han 1836 med akademiens lilla silvermedalj. Han deltog med en viss framgång i utställningarna på Charlottenborg 1834–1839. Han reste till München 1939 för att vidareutbilda sig i målning och från den tiden finns även några genremotiv bevarade, men han kom huvudsakligen att försörja sig som porträttmålare. Han återvände till Göteborg 1864 och arbetade till en början som bokhandelsbiträde men 1850 anställs han som ritlärare med undervisning vid skilda läroanstalter i Göteborg men hans judiska börd hindrade honom att vinna en ordinarie befattning. Bland de skolor han arbeta vid märks Chalmerska Institutet och Slöjdföreningens skola 1851–1860 samtidigt drev han en privat ritskola för unga flickor. Han etablerade sig som fotograf i Göteborg och drev en av stadens mest bekanta fotoateljéer 1853–1864 innan han flyttade verksamheten till Köpenhamn. Under sin tid i Göteborg uppges han ha samarbetat med Geskel Saloman. I utställningssammanhang medverkade han i Göteborgs konstförenings premiärutställning 1854. Hans konst består av genremotiv, figurer och porträtt. Unna är representerad vid Statens museum for Kunst, Göteborgs historiska museum, Nordiska museet och Kungälvs kommun.